# Pernett
Humberto Pernett (Barranquilla, Siglo XX) es un músico colombiano, caracterizado por fusionar elementos de la música del Caribe y colombiana con música electrónica.

## Los Inicios
Empezó a experimentar con la música desde los nueve años de edad, con una grabadora, una guitarra y una organeta, producía sus propias canciones en formato de casete, y hacía versiones de temas tradicionales a los cuales agregaba sintetizadores. Su fuerza innovadora y creativa lo ha convertido en un reconocido artista del folclor colombiano. 
Su pasión por la percusión, aprendida del maestro Itsvan Dely y sus hijos Shangó y David, y su singular atracción por la música del carnaval de Barranquilla heredada de su padre y su familia, lo nutrió con un singular sonido.

## Sus estudios
Humberto Pernett, tras pasar su infancia en Barranquilla, parte hacia Bogotá, allí estudia composición musical en la Pontificia Universidad Javeriana, donde con otros caribeños empiezan a interpretar folclor en las esquinas y en los parques de Bogotá. En el año 2002 Pernett empieza a elaborar su primer trabajo discográfico en Bogotá, durante este proceso conoce a Richard Blair quien lo invita a ser parte de Sidestepper, con quien realizan giras por los Estados Unidos, México y Europa.

## Trabajos solistas
En el año 2004 Pernett lanza su primer trabajo discográfico, un EP llamado “Musica Pa´ Pick Up”, de cinco canciones. El primer éxito de este disco se llamó ‘Huele a Mariacachafa’, y la canción más conocida de este trabajo ha sido ‘Caribbean Raver'.
En el año 2006 luego de una gira por Europa, lanza un segundo EP, "Cumbia Galáctica".
Para el año 2008 Pernett termina su trabajo Árbol. El disco incluye colaboraciones de Visitante Calle 13, Son Palenque, Sergio Arias de Malalma y Tostao de Choc Quib Town entre otros.
En 2009, lanza "El Mago", un disco donde experimenta con distintos elementos como sonidos del Pacífico y arreglos sinfónicos; este disco fue producido en Cali por el sello Discosoye y grabado en los estudios de Dial Music. Cuenta con las colaboraciones del primer cuarteto de cuerdas de la Orquesta Filarmónica de Cali, Hugo Candelario en la marimba de chonta, e integra sonoridades del Atlántico y el Pacífico Colombianos.
Luego Pernett se adentra en los confines de la tecnología apoyado en lenguajes de programación por computadora, para desarrollar su álbum “The Caribbean Computer”, el cual fue seleccionado como disco del año 2012 en Japón por la revista especializada en World Music y música latinoamericana llamada "Latina", y lanzado primero en Nanto y Tokio (Japón) por la casa disquera japonesa "Ahora Corporation". Luego hizo el lanzamiento en Bogotá (Colombia) con su propio sello, "Pernett Records”.
Durante su visita a Japón, Pernett es invitado de honor al “Sukiyaki Meets the World Festival” festival que se realiza en la región de Nanto al Sur de Japón, y que convoca cada año a grandes artistas y los invita a realizar colaboraciones y talleres.
Pernett colaboró con los músicos japoneses Sakaki Mango y Nohiriko Yamakita con quienes creó el proyecto “Sukiyaki Denki Box” donde mezclaron músicas de las tradiciones; africana, japonesa y colombiana, todo esto apoyado por la singular forma de programar música con sintetizadores de Humberto Pernett.
El disco “The Caribbean Computer” contiene colaboraciones con la Sukiyaki Steel Orchestra de Nanto Japón, la artista colombiana Andrea Echeverri, y los cumbieros argentino y mexicano (respectivamente), Cristian Fauna y Mono Azul, del sello argentino ZIZEK. Este trabajo también estuvo nominado en los Premios de la Música Independiente en España en el 2013.
El 2014 comienza con el estreno en televisión de "Región de Maravillas".
Este es un documental auspiciado por la Comisión Nacional de Televisión Colombiana y transmitido por el canal regional Telecaribe.
Pernett hace un viaje por los siete departamentos de la Costa Atlántica indagando, a su manera, sobre la gastronomía, la cultura y las raíces musicales que alimentan su tan particular sonido caribeño.
En su viaje lo vemos cantando con grandes maestros de la música del Caribe colombiano. De esta experiencia Pernett toma algunas grabaciones y las publica en su página de Soundcloud, algunas en la forma natural en que fueron realizadas y otras, como el tema "Ranchería", fusionadas con el poder de la electrónica.
Pernett también hace parte actualmente del programa "La Noche" del humorista colombiano Andrés López, que se transmite para más de 10 países por OnDirecTv, aquí su función es de dj y productor musical del programa.
Periódicamente Pernett lanza a través de su sello "Pernett Records" sencillos y versiones nuevas de sus viejas canciones; también produce remezclas y colabora con otros artistas en proyectos diferentes al suyo; su más reciente colaboración fue para el maestro Phil Manzanera, para quien grabó en dos canciones de su nuevo álbum “Corroncho 2” (Caballo Blanco y Palo Santo). Pernett incluyó todo tipo de instrumentos, desde sintetizadores y voces, hasta percusiones y flautas indígenas, como el massi de los wayúu.

## Discografía
- Musica Pa´ Pick Up (Sony BMG, 2003)
- Cumbia Galáctica (Polen, 2006)
- Árbol (Polen, 2008)
- El Mago (Discosoye, 2009)
- The Caribbean Computer (2012)
- Siembra Solo Amor (2016)
- Tengo Cada Día (2020)